# اسپنسر ویلیامز (هنرپیشه)
اسپنسر ویلیامز (انگلیسی: Spencer Williams؛ ۱۴ ژوئیهٔ ۱۸۹۳ – ۱۳ دسامبر ۱۹۶۹) یک کارگردان اهل ایالات متحده آمریکا بود.